# Антарктичний інститут Уругваю

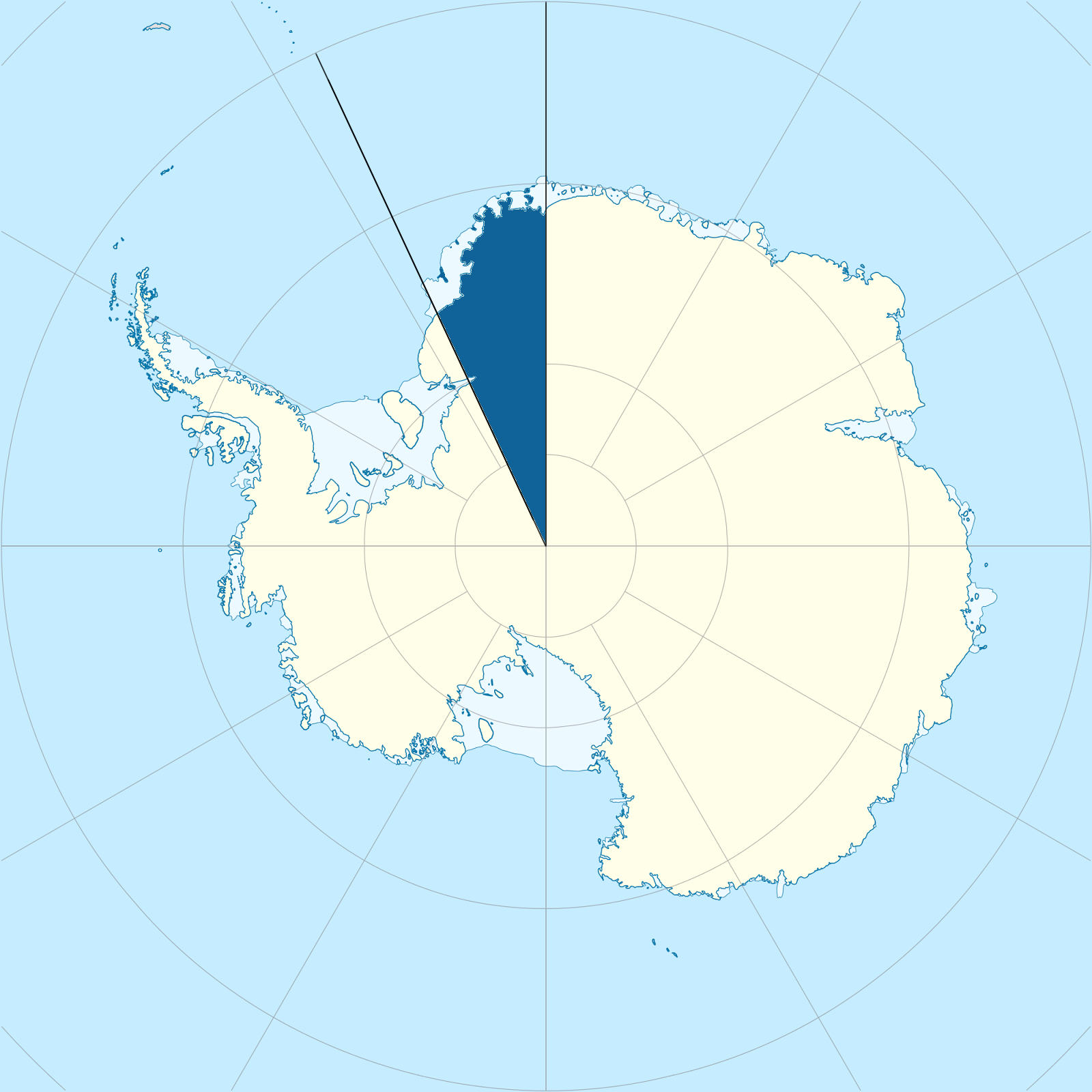
Сектор на який претендує Уругвай

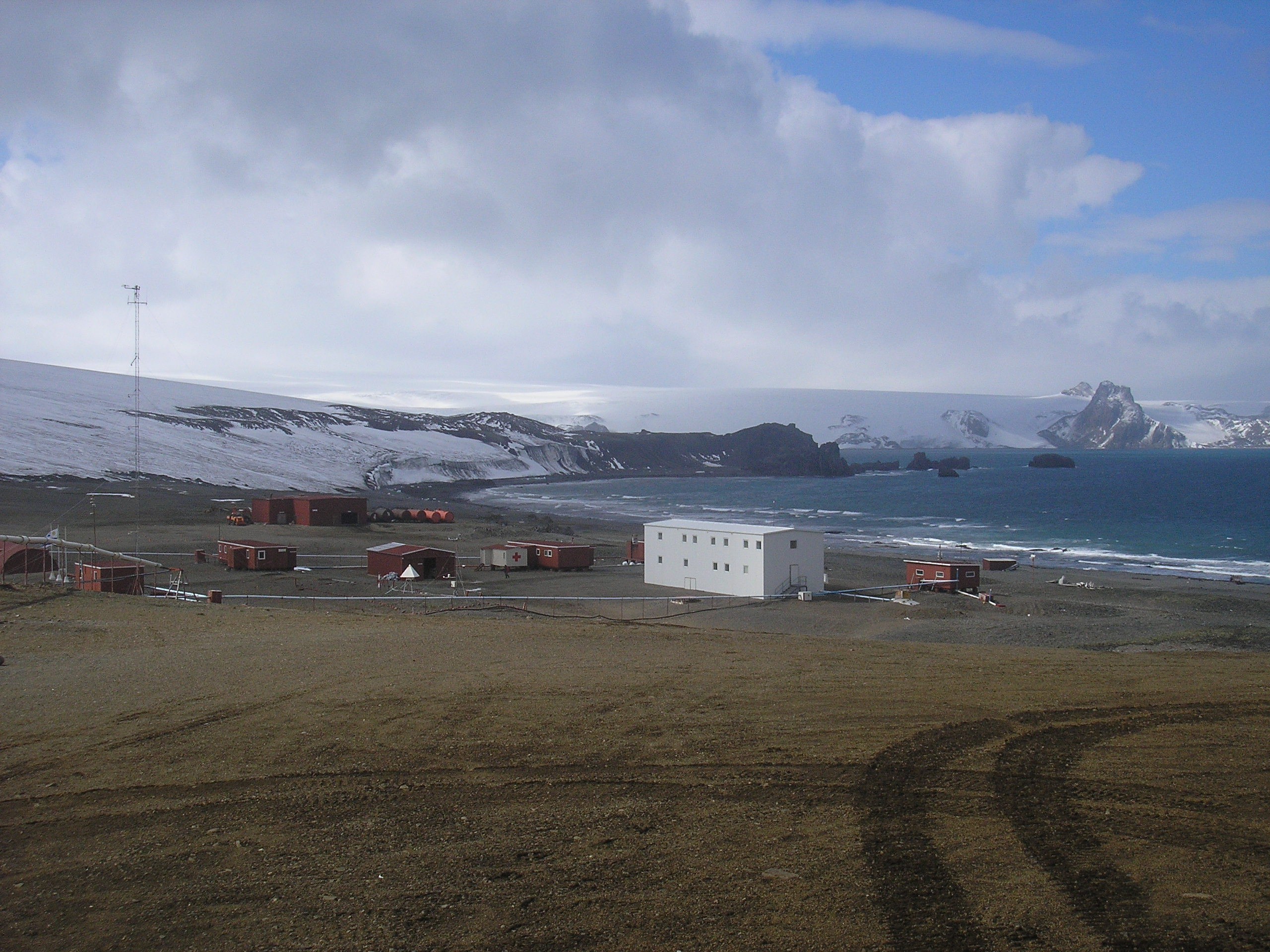
Станція «Артігас», керована Уругвайським антарктичним інститутом на острові Кінг-Джордж.

Антарктичний інститут (ісп. Instituto Antártico Uruguayo, IAU) — науково-дослідна установа Уругваю, яка підпорядкована Міністерству оборони, та відповідає за планування, координацію і контроль проведення наукових досліджень та заходів встановлених Національною антарктичною програмою (PNA).

## Історія
Історія початку діяльності країни у Антарктиці починається у 1916 році, зі спроби порятунку Ернеста Шеклтона та команди баркентини Енд'ю́ренс, яка дісталася острову Елефа́нт. Починаючи з Міжнародного геофізичного ріку (1957-58), офіцери ВМС Уругваю брали участь у аргентинських та британських експедиціях на Антарктичний півострів та Південні Шетландські острови.
Антарктичний інститут був заснований 9 січня 1968 року професором Хуліо Сезаром Мусо (Julio César Musso), який керував командою антарктичних стипендіатів. Професор Мусо став першим президентом інституту. 28 серпня 1975 року Уругвайський антарктичний інститут було інтегровано у структуру Міністерства оборони, який отримав таким чином більше ресурсів для проведення наукових досліджень в антарктичних регіонах. Інститут має річний бюджет, спеціально призначений Міністерством економіки, і керується Міжвідомчою радою, що складається з представників Міністерства оборони, закордонних справ та Міністерства освіти і культури.
Антарктичному інституту підпорядковані антарктичні станції Артігас та «ECARE» в Антарктиді.

## Структура
Антарктичний інститут працює у різних сферах із спеціалізованим та досвідченим персоналом у складі відділів:
- Генеральний секретаріат
- Стратегічне планування
- Логістика
- Фінанси
- Людські ресурси
- Наукова координація

Відділ наукової координації організовує та оцінює науково-дослідні програми в університетах, інститутах та дослідницьких спільнотах для задоволення потреб, вимог та рекомендацій Наукового комітету з антарктичних досліджень (SCAR).
Відділ стратегічного планування займається питаннями Ради адміністраторів національних антарктичних програм (COMNAP) у програмах AIROPS, SHIPOPS, TRAINET. Персонал станції проходить навчання та відбір відповідно до керівних принципів COMNAP та інших програм, таких як «Medevac» (медична евакуація), надзвичайні ситуації пов'язані з розливом нафти, поводження з відходами. Важливим питанням є розвиток екологічного моніторингу відповідно до посібників, опублікованих COMNAP. Антарктичний інститут Уругваю бере активну участь у всіх заходах антарктичного співтовариства.